# Incisure di Schmidt-Lanterman
Le incisure di Schmidt-Lanterman sono dei piccoli canali che interrompono la guaina mielinica presente nelle cellule nervose. Tali incisure consentono il nutrimento delle cellule stesse altrimenti isolate dalla stessa guaina mielinica (funzione trofica). Inoltre hanno anche funzione di rinnovo della guaina stessa, poiché la mielina, al contrario delle cellule nervose, non è permanente e va incontro a degradazione progressiva. Il mancato funzionamento di queste incisure o la loro assenza può provocare tutta una serie di patologie legate alla degradazione della guaina mielinica che fa perdere la caratteristica velocità dell'impulso nervoso (da 100 m/s a 10 m/s); queste malattie sono classificate come malattie neurodegenerative, come la sclerosi multipla (anche se con cause diverse)